# Рожнява (округ)
О́круг Рожнява (словац. Okres Rožňava) —  один з одинадцяти округів (район) в Кошицькому краї, східна Словаччина. Площа округу становить — 1173,3 км², на якій проживає — 61827 осіб (31.12.2009). Середня щільність населення становить — 52,69 осіб/км². На території округу розташовані два населених пункти міського типу та 60 — сільського. Адміністративний центр округу — місто Рожнява в якому проживає — 18883 жителів. Рожнява —це населений пункт, який розташований в межах долини річки Слана у Словаьцкому Рудогір'ї.

## Загальні відомості

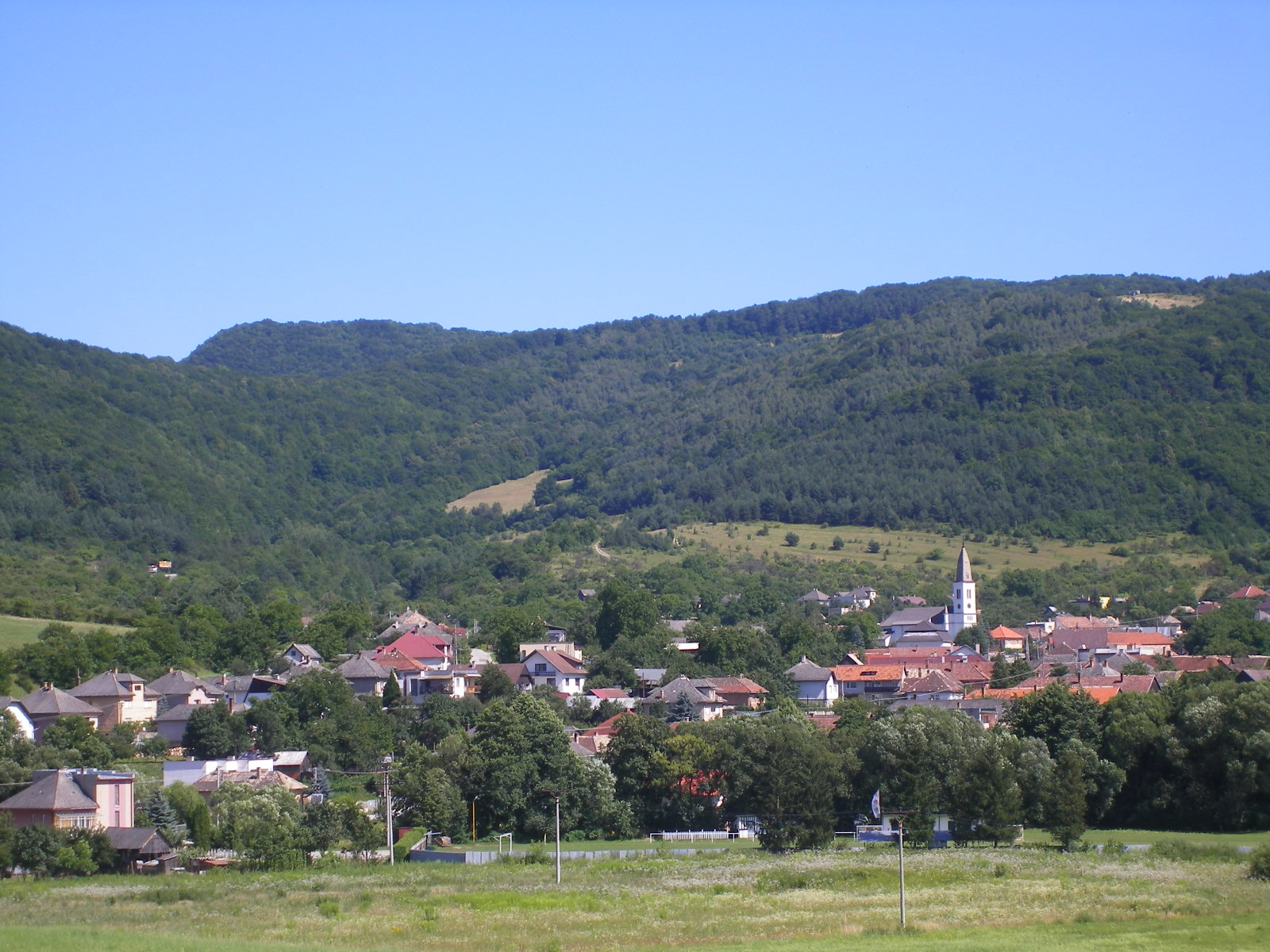
Округ Рожнява.
Вид на село Липовник

До 1918 року округ головним чином входив в історичну область Угорщини комітат Ґомор-Кісгонт, крім області на південному сході навколо муніципальних утворень Сіліцка Яблониця, Грушов, Яблонов-над-Турнеу і Гргов, яка була частиною комітату Абауй-Торна.

## Географія
Округ розташований у східній частині Словаччини. Він межує з округами: Спішска Нова Вес, Ґелніца, Кошиці-околиця — на північному-сході; з Угорщиною — півдні; з округами: Ревуца і Брезно Банськобистрицького краю — на заході і Попрад Пряшівського краю — на півночі. Розташовані Бодвянські пагорби і полонини Горни-Врх; Долни-Врх; Ґерави; Ґлац та Конярська полонина; Зеймарська ущелина.

## Економіка
В окрузі Рожнява розвинено: будівельно-комерційне виробництво, оптова торгівля папером, деревообробне та столярне виробництво, вантажні автоперевезення, будівництво, торгівля промисловими товарами.

### Автошляхи
В окрузі прокладені наступні автомобільні шляхи:
- Автошляхи I класу — 98,065 км
- Автошляхи II класу — 90,122 км
- Автошляхи III класу — 136,375 км

## Статистичні дані
| Рік:            | 1994.  | 2004.   | 2014.   | 2024.   |
| --------------- | ------ | ------- | ------- | ------- |
| Кількість осіб: | 61 292 | 61 902  | 62 877  | 58 305  |
| Різниця:        |        | +0,99 % | +1,57 % | -7,27 % |

| Рік:            | 2023.  | 2024.   |
| --------------- | ------ | ------- |
| Кількість осіб: | 58 422 | 58 305  |
| Різниця:        |        | -0,20 % |

### Національний склад:
- Словаки — 63,0 %
- Угорці — 30,6 %
- Роми — 4,7 %
- Чехи — 0,5 %
- інші національності — 1,2 %

### Конфесійний склад:
- Католики — 35,9 %
- Лютерани — 22,3 %
- Реформати — 10,3 %
- Свідки Єгови — 1,3 %
- Греко-католики — 1,0 %
- Методисти — 0,9 %
- інші релігії та атеїсти — 28,3 %

## Адміністративний поділ
Округ складається із 60-ти сільських (словац. vidiecka obec) громад і 2-х міст (міських громад).

### Міста:
- Рожнява
- Добшина

### Села:
Ардово • Бетльяр • Богуново • Брдарка • Бретка • Брзотин • Буорка • Вишня Слана • Влахово • Ганкова • Гемерська Гуорка • Гемерська Паниця • Гемерська Полома • Генцковце • Гонце • Гочалтово • Гочово • Гргов • Грушов • Дедінки • Длга Весь • Дрнава • Йовиці • Кечово • Кобелярово • Ковачова • Коцельовце • Красногорська Длга Лука • Красногорське Подградьє • Кружна • Кунова Теплиця • Липовник • Лучка • Маркушка • Мельята • Нижня Слана • Охтіна • Пача • Пашкова • Петрово • Плешивец • Раковниця • Рейдова • Рожнявське Бистре • Розложна • Роховце • Роштар • Рудна • Силиця • Силицька Брезова • Силицька Яблониця • Славец • Славошка • Славошовце • Стратена • Чолтово • Чучма • Чьєрна Легота • Штитнік • Яблонов-над-Турньоу

## Визначні особистості
- Данило Сарторіус (3 липня 1704, Штітнік — 8 лютого 1763, Банська Бистриця) — лютеранський проповідник і словацький поет.
- Павел Йозеф Шафарик — словацький поет, історик, етнограф, професор університету славістики, в основному писав німецькою і чеською мовами.
- Самуель Томашик (8 лютого 1813, Гемерське Тепліце (округ Ревуца) — 10 вересня 1887, Хижне (округ Ревуца) — словацький романіст і поет.
- Євген Руффіні (1 березня 1846, Добшина — 13 січня 1924, там же) — словацький гірничий інженер, спелеолог, першовідкривач і дослідник Добшинської крижаної печери.
- Джур Гронес (17 травня 1881, Гочово — 1 лютого 1959, Братислава) — словацький математик.
- Андрей Рейпріш (31 липня 1912, Добшина — 23 лютого 2002, Списька Нова Весь) — відомий словацький ентомолог.
- Роберт Шімко (*1989) — словацький співак, музикант, бронзовий призер третього сезону талант-шоу «Словаччина шукає Суперзірку».

## Галерея

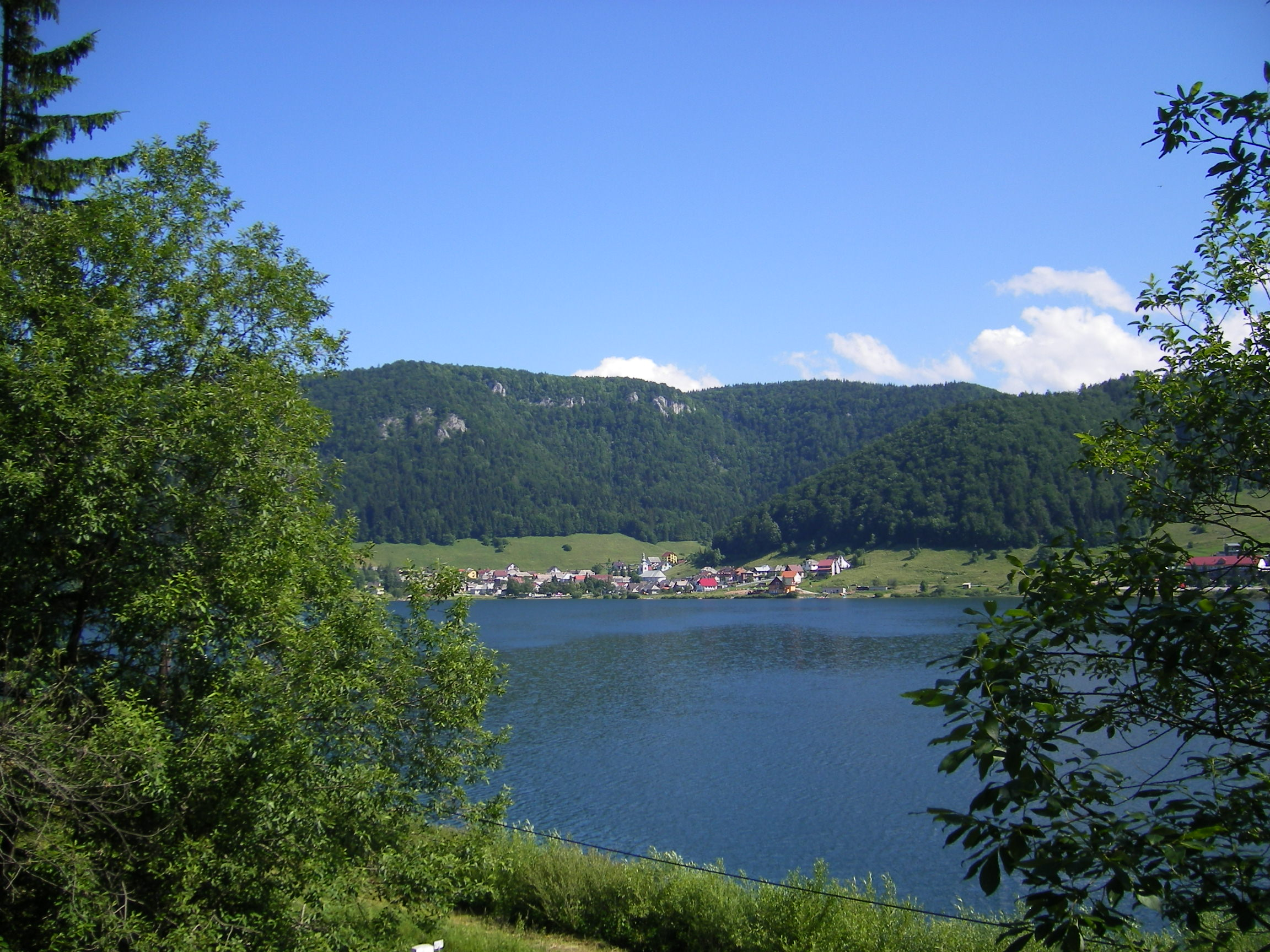
Дедінки на водосховищі. Округ Рожнява
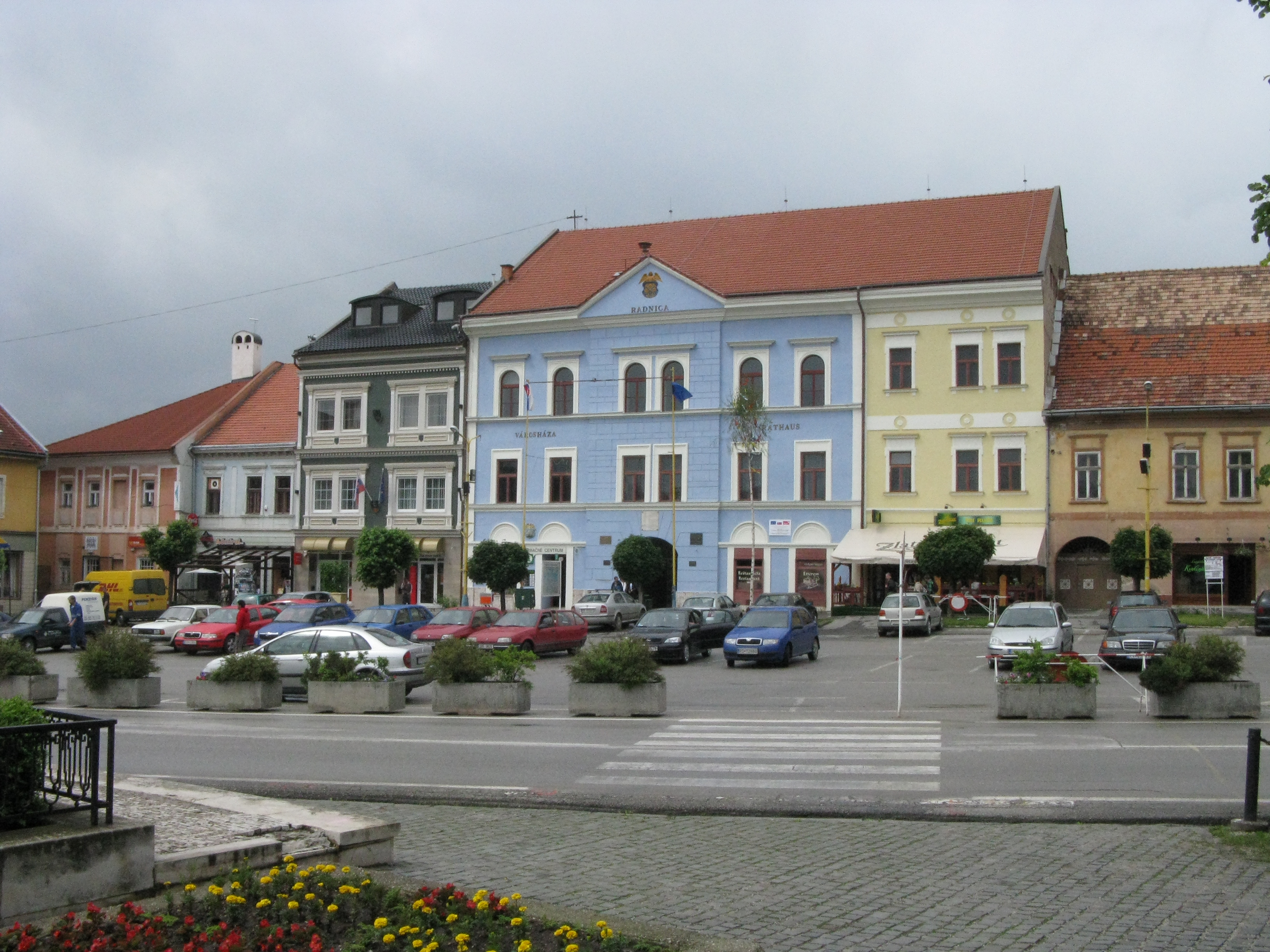
Ринкова площа і будівля міської ради в Рожняві
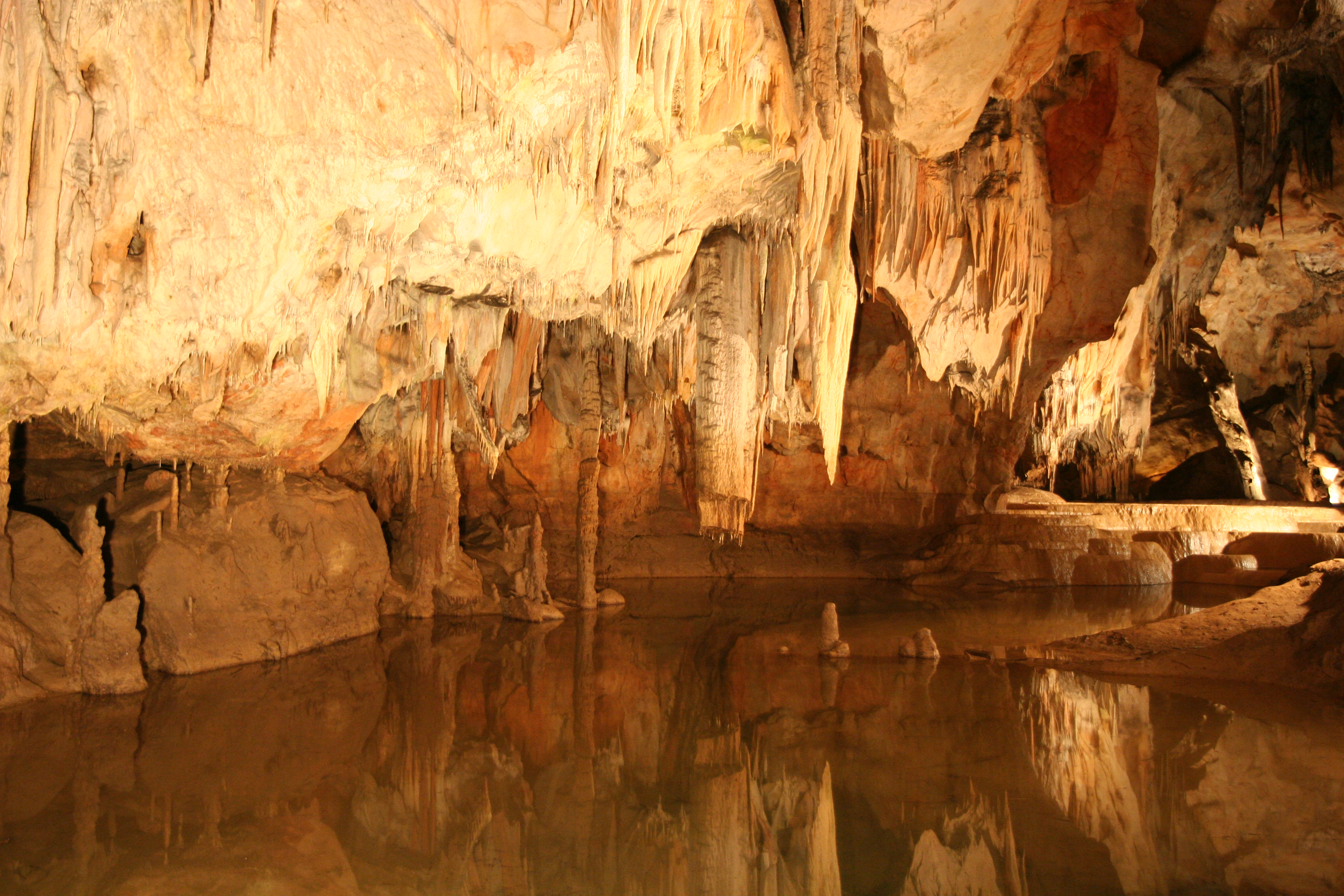
Печера Барадла-Доміца
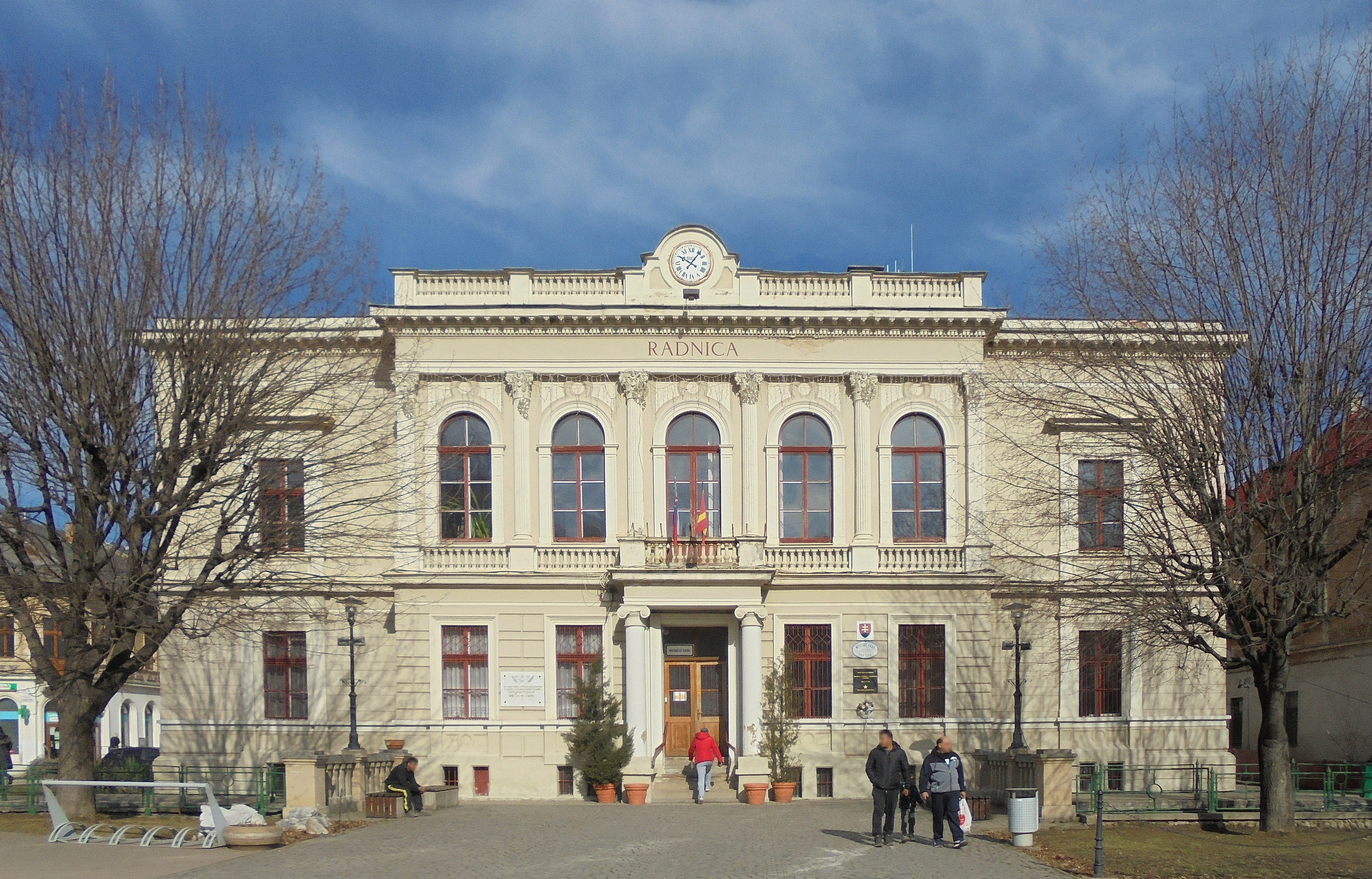
Добшина. Ратуша